# 10ª Brigata meccanizzata "Harel"
La 10ª Brigata "Harel" (Monte di Dio) è stata un'unità meccanizzata israeliana che combatté nel corso della guerra arabo-israeliana del 1948-1949 e durante la guerra dei sei giorni.

## Storia
Fu costituita nell'aprile 1948 dal Palmach - unitamente alla Brigata Negev e alla Brigata Yiftah - che decise di radunare in un'unica entità tre suoi battaglioni.
Inizialmente comandata da Yitzhak Rabin, la Brigata fu dispiegata nella zona di Gerusalemme e fu incaricata di difendere la parte ebraica della città e di conquistare quella araba, cosa che si riuscì parzialmente a fare grazie al ten. col. Yosef Tabenkin (1921-1987), che nel 1948, tra il 15 e il 20 febbraio, aveva partecipato col suo 4º battaglione del Palmach alla conquista di Cesarea (Qisarya), avvenuta il 15 febbraio 1948, conclusasi con lo sterminio di tutti i suoi abitanti..
Durante la guerra del 1967, la Brigata Harel fu comandata dal col. Ben Ari e ancora una volta ricevette ordine di operare nella zona di Gerusalemme. In tale circostanza registrò vari successi, contribuendo alla conquista della Città Santa e impadronendosi di alcuni villaggi palestinesi cisgiordanici.